# Rue Girardet
La rue Girardet est une voie de la commune de Nancy, située au sein du département de Meurthe-et-Moselle, en région Lorraine.

## Situation et accès
La voie, d'une direction générale nord-est-sud-ouest, est placée au sein de la Ville-neuve, à proximité de la place Stanislas, et appartient administrativement au quartier Charles III - Centre Ville.
Elle débute rue Godron, traverse la place d'Alliance avant d'aboutir à l'extrémité de celle-ci, à l’intersection avec les rues Bailly et Guibal.

## Origine du nom
La voie est nommée d'après Jean Girardet, peintre lorrain du XVIIIe siècle.

## Historique
Cette rue est créée en même temps que la place d'Alliance, en 1751, sous le nom de « rue Neuve de la Congrégation ». Elle prit ensuite les noms de « rue l'Évêque » (car l'évêque de Toul, Claude Drouas de Boussey, y avait une maison au no 2), « rue de la Reconnaissance » en 1793, « rue Girardet » en 1795, « rue Corneille » en 1796, « rue Girardet » en 1797, « rue l'Évêque » en 1814, « rue Monsieur » (le comte d'Artois Charles) en 1815, « rue Girardet » en 1830 , « 2e rue d'Alliance » en 1837 avant de prendre sa dénomination actuelle le 30 décembre 1839.

## Bâtiments remarquables et lieux de mémoire
- no 1 : Immeuble, édifice objet d’une inscription au titre des monuments historiques depuis 1950[2].
- no 2 : hôtel Mique[3], bâtiment objet d’une inscription au titre des monuments historiques depuis 1950[4].
- no 2 bis : Immeuble, édifice objet d’une inscription au titre des monuments historiques depuis 1950[5].
- no 3 : Immeuble, bâtiment objet d’une inscription au titre des monuments historiques depuis 1950[6].
- no 4 : Immeuble, édifice objet d’une inscription au titre des monuments historiques depuis 1950[7].
- no 5 : Direction territoriale de Lorraine de l'Office national des forêts
- no 6, 8, 10, 12, 14, 16, 18 : Immeubles, édifice objet d’une inscription au titre des monuments historiques depuis 1944[8].

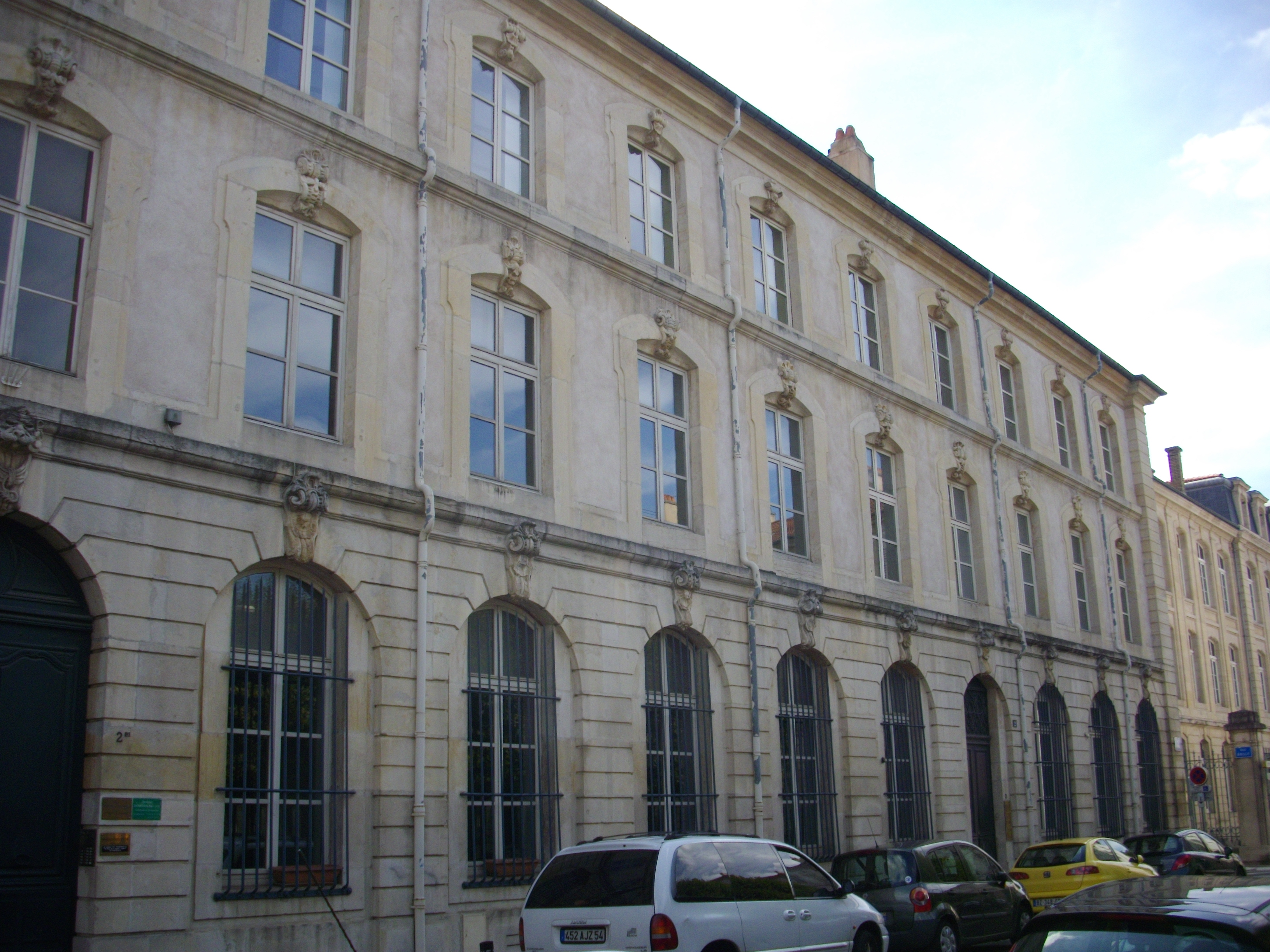
Immeuble classé, au no 2.
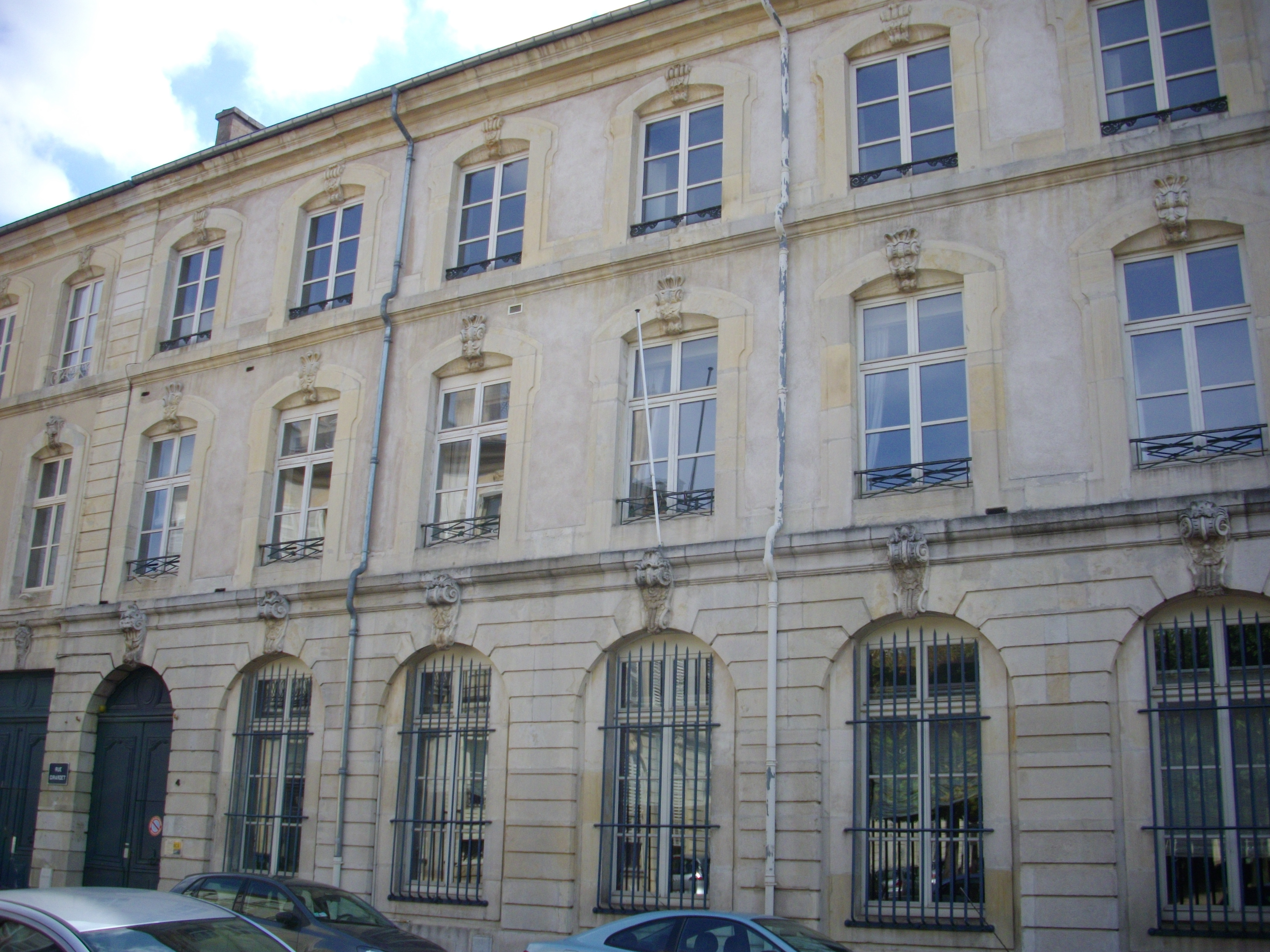
Immeuble classé, au no 4.
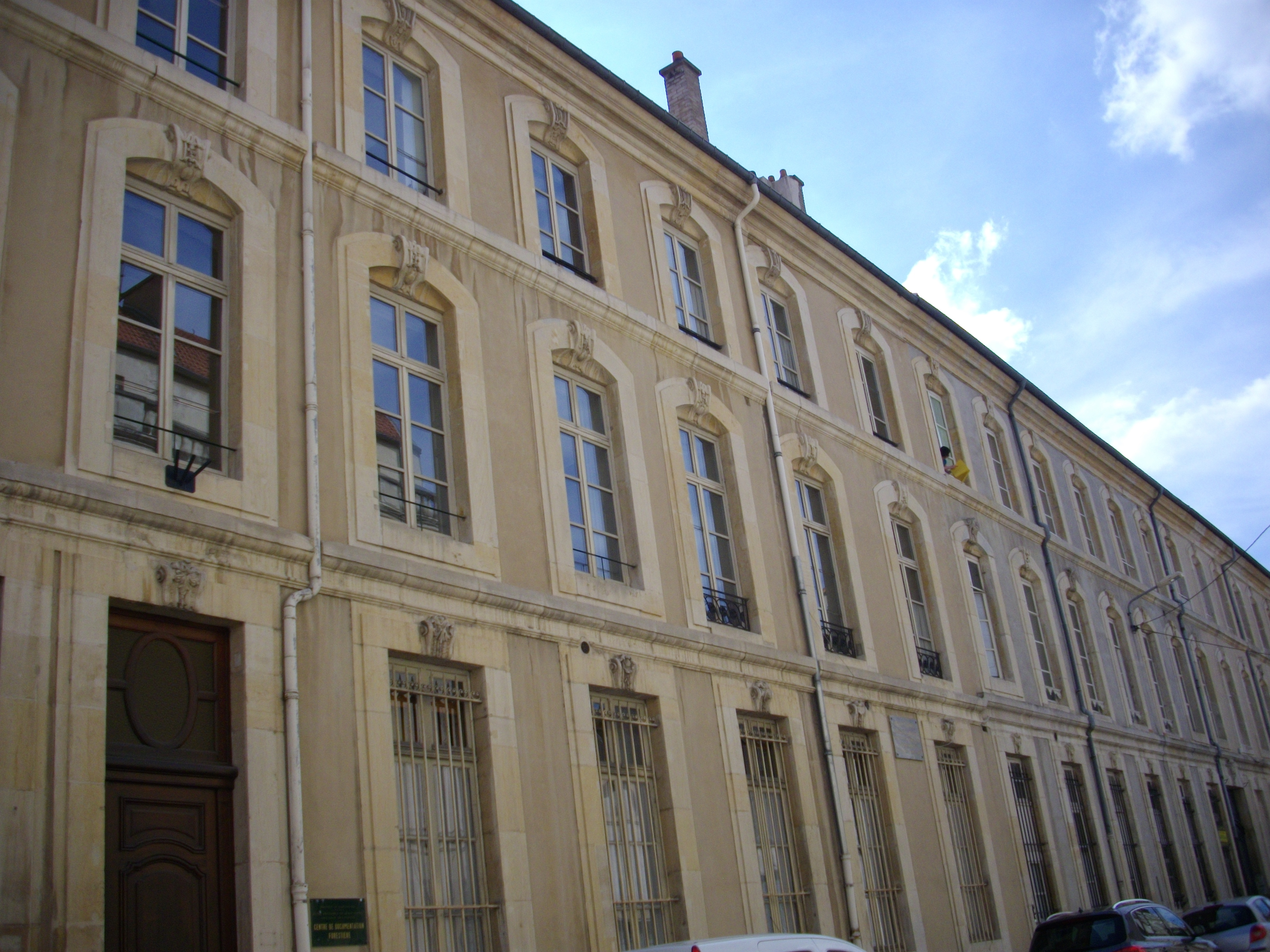
Immeuble classé, au no 10.
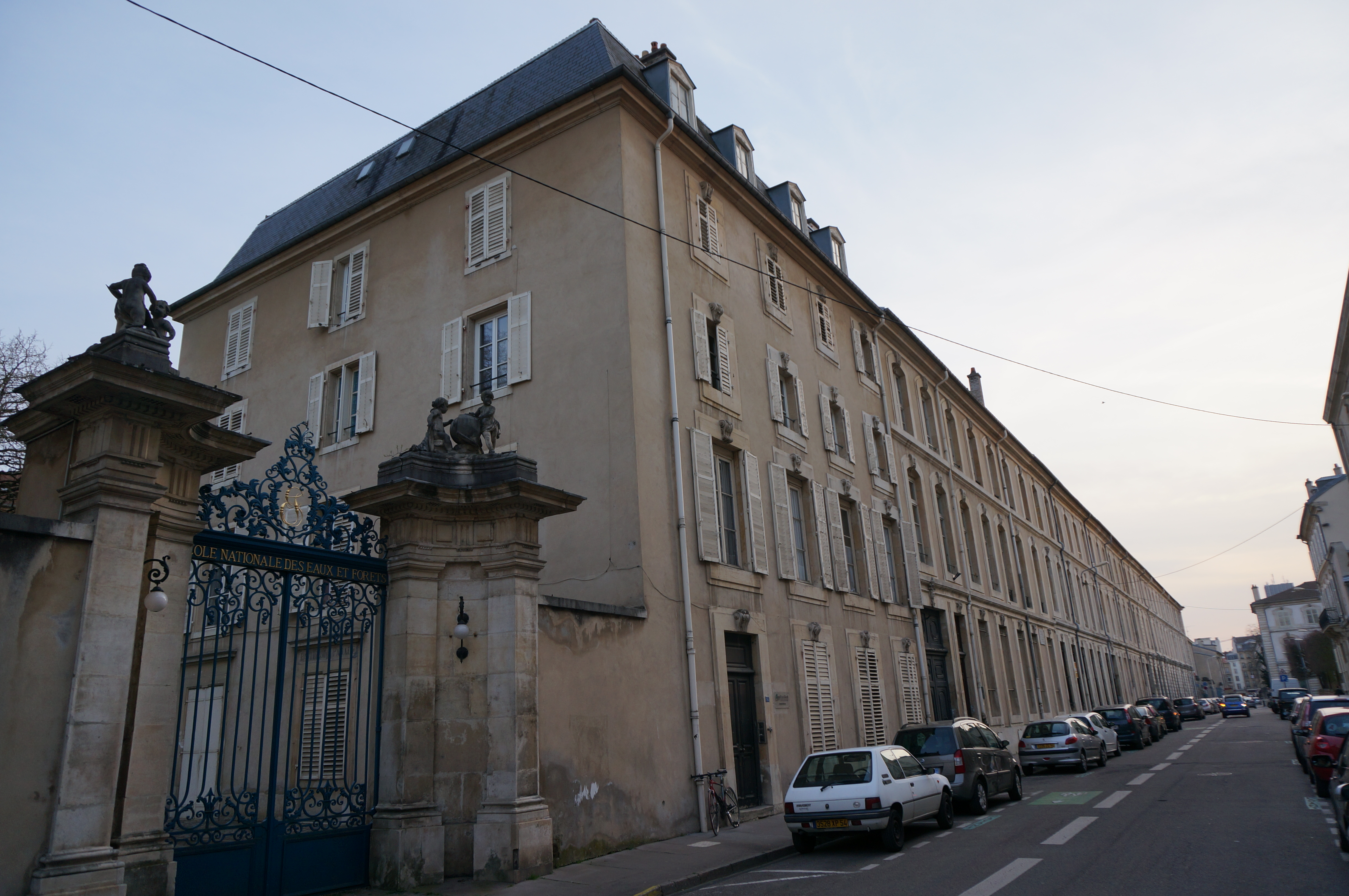
Institut des sciences et industries du vivant et de l'environnement, au no 16.